# Silent Transport
Silent Transport Ltd. war ein britischer Hersteller von Automobilen.

## Unternehmensgeschichte
W. M. Scully gründete 1941 das Unternehmen in Guildford. 1946 erfolgte der Umzug zur Courtenay Road 26 in Woking. 1948 begann die Produktion von Automobilen. Der Markenname lautete Eaglet. Im gleichen Jahr endete die Produktion. Insgesamt entstanden sechs oder sieben Exemplare. Außerdem rüstete das Unternehmen einige Fahrzeuge, die original einen Ottomotor hatten, mit einem Elektromotor aus. Eine Quelle nennt diesbezüglich die Modelle Opel Kadett und Fiat 500 Topolino.

## Fahrzeuge
Im Angebot stand nur ein Modell. Dies war ein Elektroauto mit einer Coupé-Karosserie. Es hatte nur drei Räder, von denen sich das einzelne Rad vorne befand. Ein Elektromotor trieb das Fahrzeug an. Die Höchstgeschwindigkeit war mit 48 km/h angegeben und die Reichweite mit 40 km bis 50 km.